# 대가야
반파국(伴跛國), 통칭 대가야(大伽倻)는 경상북도 고령에 있었던 가야계 국가이다. 가락국 시조 수로왕(首露王)과 함께 구지봉에서 태어난 6명의 동자 중에서 둘째인 이진아시(伊珍阿豉)가 건국하였다.
일본의 기원인 타카마가하라(高天原)을 대가야로 비정하고 시조 이진아시를 일본 창세신화에 등장하는 이자나기, 이자나미 남매와 동일인으로 보는 견해가 있다.

## 이름 유래
대가야라는 이름을 사용한 것은 후기 가야연맹을 이끌기 시작하면서부터로 추정되는데 "대가야"라는 이름 자체는 가야연맹 전체의 국명으로 전기 가야연맹의 맹주였던 가락국(금관가야)도 사용했다.
우륵의 12곡의 상가라도가 이곳인데 상가라도의 명칭이 가야의 수도라는 의미로 이 시기에 반파국 중심의 대가야가 어중간하게나마 중앙집권화된 고대국가로 이행했음을 시사한다.

## 건국 설화
신증동국여지승람 제29권 경상도 고령현(高靈縣) 편에 인용된 최치원(崔致遠)의 《석리정전(釋利貞傳)》에 나오는 인물이다. 정견모주는 원래가 가야산신(伽倻山神)으로, 천신(天神)인 이비가(夷毗訶)에게 감응되어 대가야의 왕 뇌질주일(惱窒朱日)과 금관가야의 왕 뇌질청예(惱窒靑裔)를 낳았는데, 뇌질주일은 이진아시왕(伊珍阿豉王)의 별칭이며, 뇌질청예는 수로왕(首露王)의 별칭이라고 한다. 이 설화에서는 이진아시가 수로왕의 맏형으로 나온다.

## 역사

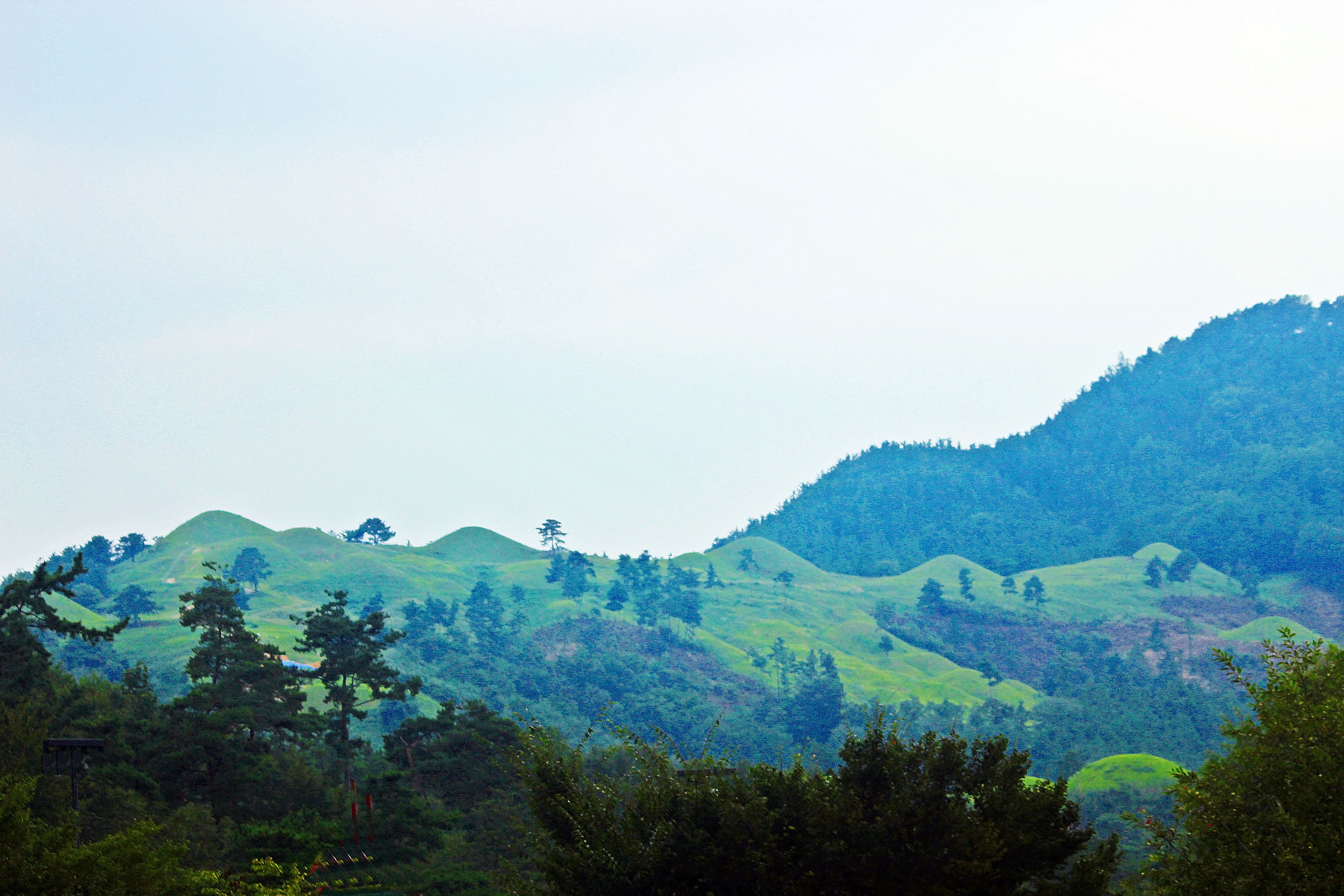
대가야의 지배계급의 무덤인 고령 지산동 고분군

당초에 고령지역사 (변한) 12국 중의 반로국(半路國, 반파국의 오기) 일본서기의 반파국(伴跛國)이었다. 반파국은 초기에 내륙 깊숙히 자리해 구야국 주도의 해상무역에서는 한발 물러나 있는 대신에 내륙 산간일대의 농업생산력과 옛 야로현(합천군 야로면)의 철광을 기반으로 주변 소국들을 점진적으로 복속시키며 발전하고 있었다. 초기에 전라도 동부지역-기문(己汶), 달이(達已) 물혜, 사타-로 진출해 가락국의 쇠퇴로 상실한 지금까지의 대외교역창구였던 고 김해만일대 대신에 새로운 교역창구로 다사강유역을 확보한 대가야는 479년에는 남제에 가야왕의 이름으로 사신을 보내고 481년에는 나·제 연합군과 함께 고구려를 공격하는 등 최전성기를 맞았지만 이후 세력을 회복한 백제와의 분쟁에서 다사강 이서의 영역을 모두 잃는 것을 시작으로 급격히 쇠퇴하기 시작해 신라와 백제의 압박으로 인하여 안라국 중심의 남가야 세력의 이반을 극복하지 못하고 가야의 분열을 초래한데다 554년 백제와 함께 신라를 침입했지만 크게 패하고 오히려 562년에 이사부 장군이 이끄는 신라군의 침공으로 결국 멸망했다. 대가야가 멸망하자 일본의 흠명천왕은 분노를 터뜨린다.

## 정치·경제·문화
전기가야연맹과는 달리 반파국 중심의 대가야는 반파국을 상가라도라 칭할 만큼 어느정도 중앙집권화에 성공해 고대국가 성립 직전까지는 발전한 것으로 여겨진다. 상업이 중심이었던 금관가야와는 달리 내륙산간 일대의 농업이 대가야의 경제의 기반이었지만 섬진강 유역을 장악한 이후 대외교역에도 적극성을 보여서 섭라지방(전라도 동부의 가야지역)의 옥(玉)을 고구려에 수출했다. 가실왕때 가야금을 제작하고 이를 토대로 우륵이 12곡을 만들어 음악을 정리하는등 문화 수준도 높았다.

## 역대 국왕
반파국 또는 대가야의 왕은 금관가야의 왕과 비교해 봤을 때 기록이 부족하다.
시조 이진아시왕(伊珍阿豉王)으로부터 도설지왕(道設智王)까지 16대 520년간 존재했다.
박창화의 『남당유고』에서 대가야 왕 세계가 전해지나 고대 국가임에도 아내와 딸에게 왕위를 물려주는 등 논란이 많아 확실하지 않다. 다른 사적에서도 대가야의 왕들이 등장하나 그 세계를 추정하기는 어려움이 많다. 일본서기에서 등장하는 기본한기(己本旱岐), 신증동국여지승람에서 금림왕(錦林王), 《남제서》 만동남이전에서 하지왕(荷知王)이 등장한다.

### 대가야의 국왕
| 대수      | 왕호                   | 재위 년도     | 비고                                                            |
| --------- | ---------------------- | ------------- | --------------------------------------------------------------- |
| 1         | 이진아시왕(伊珍阿豉王) | 42년 ~ 177년  | 대가야의 건국 시조                                              |
| 2         | (미상)                 | (미상)        | (미상)                                                          |
| 3 ~ 4     | 금림왕(錦林王)         | ? ~ ?         | 《신증동국여지승람》에 등장, 지산동 고분군 47호 추정 인물       |
| 5         | 기본한기(己本旱岐)     | ? ~ ?         | 《일본서기》에 등장                                             |
| 6~ 7      | 하지왕(荷知王)         | 479년 ~ 494년 | 《남제서》 만동남이전에 등장, 가실왕(嘉悉王)과 같은 인물로 추정 |
| 8         | 이뇌왕(異腦王)         | 494년 ~ 529년 | 《신증동국여지승람》 고령현, 《일본서기》에 등장                |
| 9 또는 16 | 도설지왕(道設智王)     | ? ~ 562년     | 대가야의 마지막 왕.                                             |

## 같이 보기
- 고령 지산동 고분군 (대가야의 고분)
- 가야
  - 금관가야
  - 대가야
  - 아라가야
  - 소가야
  - 비화가야
  - 성산가야
- 지명 및 지역
  - 기문 (옛 지명)
- 대가야의 역대 국왕